# Rumo
Rumo település Olaszországban, Trento megyében. Lakosainak száma 791 fő (2023. január 1.). Rumo Bresimo, Novella, Livo (Trentino), Proves, Revò és Ultimo községekkel határos.

## Népesség
A település népességének változása:
| Lakosok száma | 824  | 811  | 791  |
|               | 2017 | 2018 | 2023 |